# Церковь францисканцев (Эдинбург)
 Церковь францисканцев (англ. Greyfriars Kirk) — приходская церковь Церкви Шотландии, расположенная в центре Эдинбурга. Церковь находится на месте дореформенной церкви, основанной францисканцами. Место могилы Джеймса Рэя (хирурга).
Здание является одним из старейших за пределами Старого города. Строительство было начато в 1602 году и закончено около 1620 года. Церковь расположена к югу от Грассмаркета, примыкая к Школе Джорджа Хериота, основанной в 1628 году. Долгое время церковь была разделена на две части: старую (возведена в 1614 году) и новую (возведена в 1718 году). 

## История

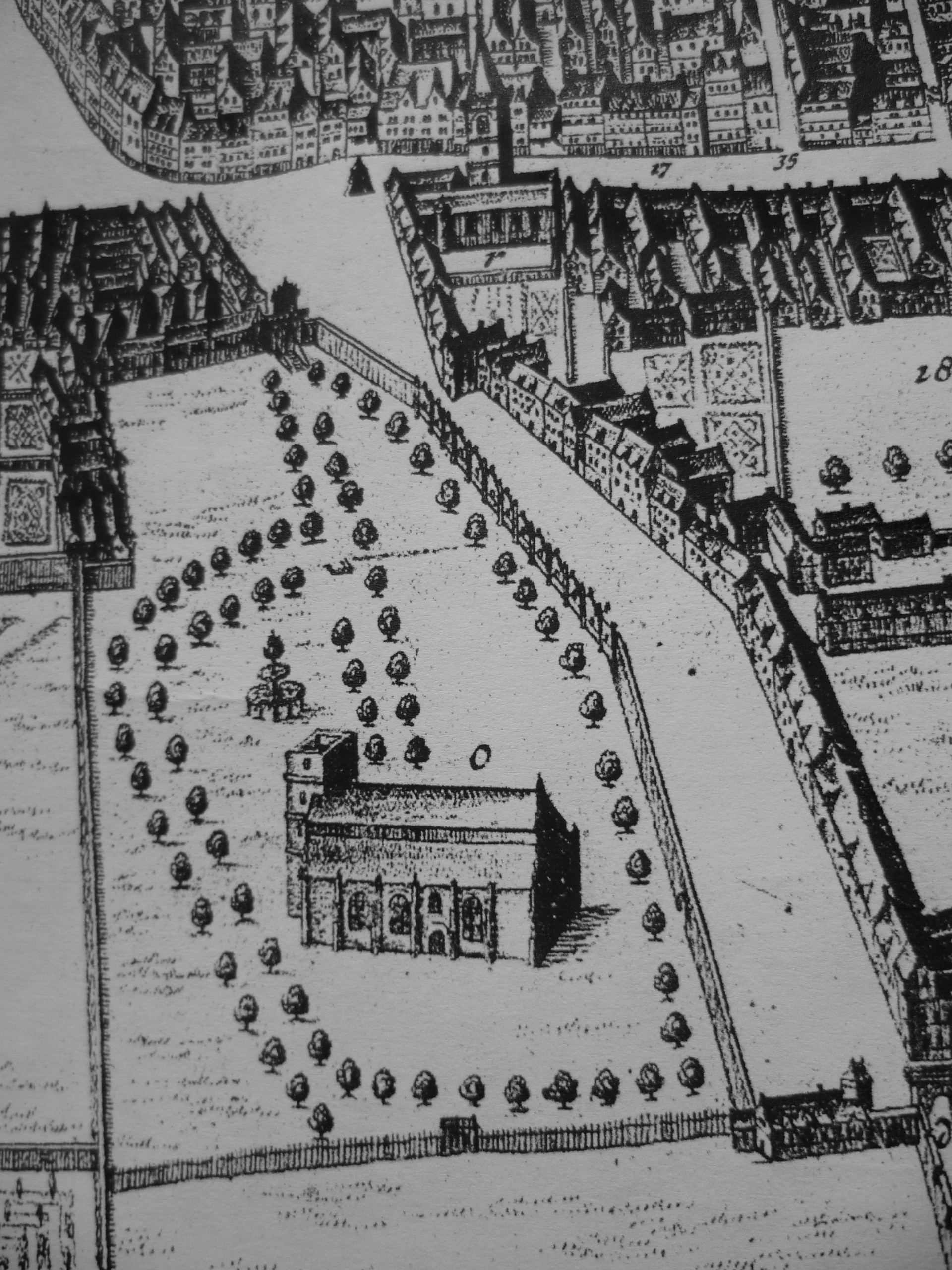
Церковь ок. 1647 года

Церковь францисканцев занимает важное место в истории Ковенантского движения. В 1638 году в ней был оглашен и подписан Национальный ковенант. В 1679 году около 1200 ковенантеров ожидали суда, находясь в заключении на территории церкви.
В 1845 году пожар уничтожил внутреннее убранство церкви и крышу. В середине XIX века преп. Роберт Ли инициировал изменения в порядке богослужений и интерьере церкви, вставив витраж, первый в пресвитерианской церкви Шотландии после Реформации, а также установив орган. Эти нововведения вначале были приняты со значительной долей критики, но впоследствии получили широкое распространение в храмах Шотландской церкви.
В 1929 году две церковные конгрегации объединились, вследствие чего началось восстановление исторического здания. Стена, ранее разделявшая внутренние помещения, была убрана к 1938 году.
Из-за снижения численности населения Старого Эдинбурга в начале XX века многие церкви по соседству закрылись, а их паства влилась в приход бывшей францисканской церкви, включая Новую Северную церковь и Церковь Леди Йестер.